# Верх-Тоя
Верх-Тоя — деревня в Колыванском районе Новосибирской области. Входит в состав Кандауровского сельсовета.

## География
Площадь деревни — 38 гектаров.

## Население
| 2002 | 2007 | 2010 |
| ---- | ---- | ---- |
| 18   | ↘10  | ↘0   |

## Инфраструктура
В деревне по данным на 2007 год отсутствует социальная инфраструктура.